# Балзамаста јела
Балзамаста јела (лат. Abies balsamea (L.) Mill. – по способности да ствара специфичну врсту балзама) је високо четинарско дрво из рода јела.

## Распрострањеност
Самоникла је на атлантској обали Канаде, на Лабрадору и у Сједињеним Америчким Државама од западне Вирџиније на југоистоку до Минесоте на западу. У висину се пење до 1600. м н.в. У Европу је унета 1697. године.

## Опис врсте
Балзамаста јела може израсти 15-20 м са правилном купастом крошњом која се формира од земље. Кора је сивосмеђа и глатка. У младости расте лагано, касније брже. Достиже старост 150-200 година.
Пупољци су црвенкасти. Четине су дуге 1,5-2,5 цм, тупе и при врху мало урезане. С лица тамнозелене, сјајне, с наличја са две пруге стома. На гранама су чешљасто раздељене. Када се протрљају миришу на балзам.
Мушке цвасти су жућкастозелене са траговима ружичасте боје, а женске светлозелене. Шишарице су усправне, седеће, ваљкастог облика, дуге 5-10 цм. У младости су плаво до маслинастозелене, а касније смеђељубичасте.
- Кора стабла старог 15 година, са смолоносним врећицама.
- Гране са четинама.
- Мушке цвасти.
- Шишарке.

## Услови станишта
Врста је сенке и врло отпорна на мраз. Типична је врста хладног климата. Лепо расте на алувијалним и суглинастим земљиштима, а слабо на подзоластим и пешчаним. На природним стаништима образује чисте састојине, или заједнице са другим алпским врстама Северне Америке. Доста је отпорна на аерозагађење.

## Употреба
Млади примерци имају смолоносне врећице које садрже жућкасту, уљасту смолу познату као Канадски базам, који се користи у оптици и микроскопској техници.
- Канадски балзам.
- Микроскопски узорак пљоснатог црва стар око 60 година, трајно сачуван у канадском балзаму.

## Значај у озелењавању
Врста је декоративна и у појединачној и у групној садњи. Не препоручује се садња на теренима са сувом климом.

## Варијетети и форме
Постоје бројни култивари који се узгајају на зеленим површинама, а важнији су: 
- Abies balsamea ‘Columnaris‘ – крошња ваљкасте форме.
- Abies balsamea ‘Glauca’ – четине сивоплавкасте боје.
- Abies balsamea ‘Nana’ – ниска форма округласте крошње.[2]